# Stötten (Gemeinde Gampern)
Stötten ist eine Ortschaft in der oberösterreichischen Gemeinde Gampern im Bezirk Vöcklabruck.

## Geographie
Die Rotte liegt rund einen Kilometer südwestlich des Gemeindehauptortes Gampern und erstreckt sich in West-Ost-Richtung auf rund 260 Meter, in Nord-Süd-Richtung auf rund 330 Meter. Unmittelbar südöstlich der Ortschaft liegt das Dorf Viehaus. Stötten liegt auf rund 553 m ü. A. in einer nach Osten eher hügeligen und nach Westen eher flachen, überwiegend landwirtschaftlich geprägten Landschaft. Im Norden grenzt das nach der Nachbarortschaft Piesdorf benannte Piesdorfer Holz an. Stötten gehört zu den eher südlich gelegenen Ortschaften der Gemeinde Gampern. Ein Wohngebäude befindet sich rund 150 Meter nördlich der Kernortschaft in einer exponierten Lage und ist von der Kernortschaft aus nicht direkt erreichbar. Im weiteren geographischen Kontext gehört Stötten zum Vöckla-Ager-Hügelland zwischen den Mondseer Flyschbergen und dem Hausruckwald im Alpenvorland.

### Nachbarortschaften
|          |         | Gampern |
| Piesdorf | Kompass | Viehaus |
| Piesdorf |         | Viehaus |

## Geschichte
Stötten wurde im Jahr 1362 als Steten erstmals urkundlich erwähnt. Im Jahr 1787 ist die Schreibweise als Stetten sowie 1788 ein Gebäudestand von sieben Gebäuden nachgewiesen. Das Gebiet dürfte bereits urzeitlich besiedelt gewesen sein, dies ist aber nicht belegbar. Durch die Matriken der Pfarre Gampern ist eine bäuerliche Erbfolge im Ort von 1666 bis heute nachvollziehbar. Die Ortschaft wurde mehrmals durch Naturkatastrophen schwer getroffen, unter anderem durch Hagelunwetter im Jahr 1885 und 2000.

## Wirtschaft
Bis ins 20. Jahrhundert war die Wirtschaft durch die Land- und Forstwirtschaft geprägt. Im Jahr 1910 wurde ein Holzverarbeitungsbetrieb im Ort gegründet, in dem heute rund 25 Mitarbeiter beschäftigt sind. Es bestehen drei landwirtschaftliche Betriebe im Ort, davon einer mit angeschlossenem Lebensmittelgeschäft.

## Infrastruktur
Stötten ist durch Güterwege mit der Ortschaft Gampern im Osten sowie Piesdorf im Westen verbunden. Durch die Ortschaft beziehungsweise an ihr vorbei führen mehrere Wander- und Radwege.